# Reischelberg
Der Reischelberg ist ein 821 m ü. NHN hoher Berg im westlichen Teil des Thüringer Waldes an der Nahtstelle zum Thüringer Schiefergebirge bei Neustadt am Rennsteig. Über den Reischelberg verläuft die Landesstraße L1143 von Neustadt am Rennsteig kommend nach Großbreitenbach.